# Cytoplea hederae
Cytoplea hederae är en svampart som först beskrevs av Jean Baptiste Desmazières, och fick sitt nu gällande namn av Petr. & Syd. 1927. Cytoplea hederae ingår i släktet Cytoplea och familjen Didymosphaeriaceae.   Inga underarter finns listade i Catalogue of Life.